# Estadi Fortuna Sittard
El Fortuna Sittard Stadion és un estadi multiusos amb capacitat per a 12.500 persones situat a Milaanstraat, Sittard, Països Baixos.
Actualment es fa servir principalment per a partits de futbol, és l'estadi local de Fortuna Sittard. Construït al lloc d'un polígon industrial l'any 1999, va substituir l'antic estadi de Fortuna Sittard, De Baandert. Hi ha un aparcament de diverses plantes amb 800 places sota l'estadi i dues places d'aparcament als voltants.
El 2013, van començar a ampliar l'estadi amb un centre esportiu addicional al costat, un nou hotel, un supermercat de descompte Aldi-Nord a l'estadi i un aspecte totalment nou.